# Улица Пехотинцев (Екатеринбург)
Улица Пехоти́нцев — улица в жилом районе (микрорайоне) «Сортировочный» Железнодорожного административного района Екатеринбурга. Одна из основных магистралей микрорайона. Изначально переулок Пехотинцев (от улицы Бебеля на северо-запад). При застройке посёлка Красная Звезда был продлён до Монгольской улицы и объединён с ней под названием улица Пехотинцев.

## Расположение и благоустройство
Улица проходит с северо-запада на юго-восток. Начинается от Сортировочной улицы и заканчивается вхождением в улицу Лётчиков. Пересекается с улицей Бебеля, Теплоходным проездом и улицей Уральских Коммунаров. Слева на улицу выходят Проходной переулок и Автомагистральная улица. Справа — улицы Надеждинская, Софьи Перовской и Баррикадная.
Протяжённость улицы составляет около 2,3 км.

## Транспорт

### Наземный общественный транспорт
По улице проходит движение автобусов №57 и 61, маршрутного такси №20, и 021.

### Ближайшие станции метро
Действующих станций Екатеринбургского метрополитена поблизости нет. Проведение линий метро в район улицы не запланировано.